# Euphoria (serie de televisión israelí)
Euphoria (en hebreo: אופוריה‎) fue una serie de televisión israelí de drama adolescente creada por Ron Leshem y dirigida por Dafna Levin, transmitida por Hot 3 del 30 de noviembre de 2012 al 1 de febrero de 2013. Parte de la trama de la serie se basó en una historia real.
La cadena HBO estrenó un remake estadounidense con el mismo nombre, el 16 de junio de 2019.

## Sinopsis
La serie sigue a un grupo de jóvenes de 17 años que pasan su tiempo practicando sexo y consumiendo drogas, aparentemente sin autoridad paterna.

## Elenco y personajes
- Raanan (Kosta Kaplan): Raanan fue asesinado cuando tenía 16 años, aproximadamente un año antes de los hechos descritos en la serie.
- Hofit (Roni Dalumi): Una adolescente adicta a las drogas que oculta muchos secretos. Se culpa a sí misma por la muerte de Raanan y tiende a cortarse.
- Kino (Dekel Adin): Amigo de la infancia de Raanan. Los padres de Kino están en una misión en Shanghái y él vive solo.
- Osher (Maor Shwitzer): Un chico acomplejado que no se siente completo con su cuerpo, debido a que antes era gordo. Adicto a las películas pornográficas, experimenta una disfunción sexual como resultado.
- Dekel (Dolev Mesika): Un chico tímido, que se desempeña como traficante de drogas local y mantiene una relación cercana con Hofit. Con su conocimiento de la química y los videos instructivos en línea, produce drogas alucinógenas, que proporciona a sus amigos. Con la ayuda de su tío, realiza una operación destinada a sacar de su mente el área responsable del miedo.
- Elkana (Roy Nick): Hermano mayor de Dekel, un desertor de las FDI que pasa la mayor parte de su tiempo teniendo sexo casual.
- Noy (Amit Erez): Una adolescente con trastornos alimenticios, que sufre múltiples rechazos debido a su apariencia. Después de recibir consejos de Elkana, comienza a tener relaciones sexuales casuales con hombres y, posteriormente, se le diagnostica que es portadora de VIH.
- Uriel "Mastuli" (Avi Mazliah): Un adolescente gay que huyó de casa y se muda constantemente de un lugar a otro.
- Tomeriko (Uriel Geta): Un niño religioso que se desempeña como traficante de drogas, hermano pequeño de Shuki y socio de Dekel.
- Doo doo (Tawfeek Barhom): Un adolescente árabe de 17 años que trabaja en un hospital y quiere ser veterinario. Vive refugiado en el edificio donde vive Kino.
- Samigura Shuki (Ofer Hayoun): Hermano mayor de Tomeriko, se desempeña como supervisor kosher en un internado militar e intenta realizar una terapia de conversión en Mastuli.

## Adaptaciones
En 2019, HBO estrenó un remake con el mismo nombre. Está protagonizada por Zendaya, Hunter Schafer, Jacob Elordi, Alexa Demie, Sydney Sweeney, Angus Cloud y  Maude Apatow.

## Curiosidades
- En la serie aparecieron adultos muy pocas veces, y siempre fueron filmados en un ángulo que no mostraba sus caras.